# Escudo de la Argentina
El escudo de la Argentina  es  —junto con la bandera de la Argentina, el Himno Nacional Argentino y la escarapela de Argentina— uno de los cuatro símbolos nacionales de la República Argentina. Fue aceptado oficialmente el 12 de marzo de 1813 por la Asamblea General Constituyente de ese año. Aun así, se conservan documentos emitidos por la Asamblea que testimonian que antes de conocerse el decreto que aprobara su diseño ya se empleaba el actual escudo, habiéndose utilizado con anterioridad a este el escudo de armas del Virreinato del Río de la Plata.
El escudo de Argentina tiene la forma de una elipse en la proporción 14:11. La elipse en el eje principal se divide entre celeste (azul claro) y plata o argén (blanco) y, por lo tanto, se mantiene en los colores nacionales.
La Asamblea del Año XIII comisionó al diputado por San Luis, Agustín Donado para que se encargara de la confección del sello con el cual se autenticaría la documentación del Gobierno, el grabado definitivo de tal sello fue realizado por el orfebre peruano Juan de Dios Rivera (1760-1843), quien parece haberse inspirado en un escudo usado por los jacobinos durante la Revolución francesa.
En el AGN se halla el decreto del 12 de marzo de 1813 firmado por Hipólito Vieytes y Tomás Antonio Valle, secretario y presidente respectivamente de la Asamblea por el cual se ordena:

Que el Supremo Poder Ejecutivo use el mismo sello de este Cuerpo Soberano con la sola diferencia de que la inscripción del círculo sea la de Supremo Poder Ejecutivo de las Provincias Unidas del Río de la Plata.

El hecho de que Manuel Belgrano lo usara como símbolo central del gallardete de las tropas emancipadoras consagró el emblema, siendo adoptado por pueblos y gobiernos como símbolo de la nacionalidad argentina.
Tras algunas modificaciones en el diseño del escudo, finalmente fue sancionado el diseño actual el 24 de abril de 1944 mediante decreto ley N.º 10.302 del Poder Ejecutivo Nacional, estableciéndose que se use exclusivamente el diseño original.

## Antecedentes

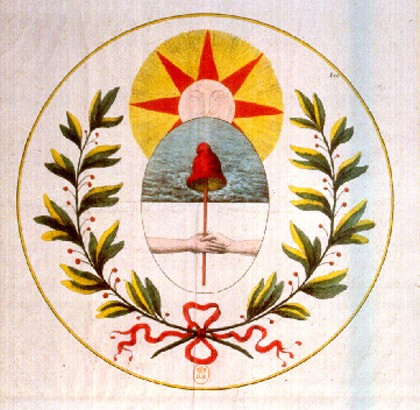
Escudo en un salvoconducto usado por miembros de un club revolucionario francés para acceder a la Asamblea Legislativa entre 1790 y 1793.

### Escudo en salvoconducto francés
El emblema del que se valían como laissez-passer (billete de salvoconducto) los miembros de un club revolucionario francés para acceder a la Asamblea Legislativa entre 1790 y 1793 tiene una clara similitud con el escudo argentino, salvo que tiene en el azul referencias marinas, en lugar de referencias celestes, y el sol no es el Sol de Mayo, de referencias incaicas. Aparece en una ilustración que figura en la obra La Revolución Francesa, de Michel Vovelle (Tomo 3° página 216). En la Biblioteca Nacional de Francia aparece como "Código de la Colección Qb.1 Año 1793". Posiblemente el diseño había sido obtenido por un argentino durante ese turbulento período o llevado por un jacobino que podría haber viajado para combatir por la independencia argentina (podemos recordar que Mme. Elisa Pichegru era una jacobina refugiada luego en el actual territorio argentino y amiga íntima de Manuel Belgrano).
Esa credencial era ya utilizada dos décadas antes de que la Asamblea General Constituyente de 1813 resolviese adoptar el conocido blasón nacional.

#### Descripción
Las iniciales "BR" que aparecen en un círculo bajo la cinta roja que une a los laureles significan "Bibliothèque Royale", razón por la cual también está incluida la corona real. Las letras "Lat" que se ven en el borde derecho del escudo, a la altura de los rayos segundo y tercero del sol, corresponden a la "Colección Latarrade" de la que formaba parte esa estampa y cuyo propietario del mismo nombre vendió una parte a la Biblioteca Nacional de Francia en 1841. A su vez, la familia de Latarrade, en 1863, donó a la misma institución otros quince mil grabados, de donde surge que la proveniencia del referido emblema está perfectamente certificada.

## Escudo oficial

### Encargo del escudo
Se sabe que la Asamblea del año XIII, con el propósito de ejecutar actos soberanos, comisionó al diputado por San Luis, don Agustín José Donado, la confección de un sello para autenticar los escritos del gobierno en reemplazo del utilizado hasta entonces con las armas reales de España, y que además serviría para acuñar la primera moneda nacional. Está también probado que Donado confió esa tarea al grabador cuzqueño radicado en Buenos Aires Juan de Dios Rivera (1760-1843) y que, con el cuño por él tallado, fueron sellados algunos documentos emanados de la Asamblea; por último, en el Archivo General de la Nación figura el decreto del 12 de marzo de 1813, por el cual la Asamblea General Constituyente, con las firmas de su presidente, Tomás Valle, y el secretario Hipólito Vieytes, ordena «que el Supremo Poder Ejecutivo use el mismo sello de este Cuerpo Soberano, con la sola diferencia de que la inscripción del Círculo sea la de Supremo Poder Ejecutivo de las Provincias Unidas del Río de la Plata».
Con esa formalidad quedó registrada la fecha cierta de la creación del escudo argentino, por más que El Redactor de la Asamblea publicara la noticia el día siguiente.

### Paternidad del diseño
A partir de ahí empiezan las divergencias acerca de quién fue realmente el autor del diseño respectivo. Ha sido atribuido al mismo Donado, al tallador Rivera, al artista peruano Isidro Antonio de Castro y al  argentino tucumano Bernardo de Monteagudo, entre otros, pero siempre haciendo la salvedad de que no existen constancias concluyentes que permitan sostener con total seguridad a quién de los nombrados cabe asignarle la paternidad del escudo.

### Simbolismo

Versión ampliada del escudo de la Argentina, con banderas a cada lado.

La forma elíptica (mal llamada "oval") del cuerpo de este escudo (uno de los primeros escudos patrios en el continente americano) se corresponde con la vista del perfil superior de una cabeza humana ya que a ella se acomoda una láurea, tal escudo elíptico se halla dividido en dos campos: el de la mitad superior es de esmalte azur (azul celeste) y el de la mitad inferior es de esmalte plata (blanco), es decir: los colores de las franjas de la bandera argentina.
A este diseño basal se suman otros símbolos.
A los antebrazos humanos desnudos que estrechan sus manos diestras se le atribuye el hermanamiento de las provincias conformantes de las Provincias Unidas del Río de la Plata, antecedente directo de la actual República Argentina; el gorro frigio o píleo  dirigido hacia la izquierda (signo jacobino), de gules (o punzó), simboliza la libertad y está sostenido por ambas manos de una pica vertical simétrica en medio de los campos del escudo que simboliza el compromiso de las provincias de defender la libertad (en la Antigüedad romana existía la ceremonia por la cual alguien era reconocido libre al ser tocado con una pica en su cabeza). El Sol de Mayo que en el escudo está ubicado cual timbre en forma de Sol Naciente en el timbre y jefe, coronando al escudo se encuentra a este sol naciente aunque meridiano figurado con 21 rayos rectos y flamígeros alternados de oro (amarillo) que simboliza el nacimiento de la nueva nación, acorde con las frases del Himno Nacional Argentino: Se levanta sobre la faz de la Tierra una nueva y gloriosa Nación, tal sol está predominantemente pintado en esmalte oro, y dibujado con rayos rectos y flamígeros alternados simboliza la nueva nación. La láurea (o los laureles) dispuestos como coronando la cabeza de todo argentino representan la victoria y triunfo en el logro de la independencia, y como reza el Himno, deben ser mantenidos. Por último, la cinta en forma de moño (otro signo de unión) con los colores azul (en este caso: azul-celeste) y plata (blanco), los mismos de los cuarteles del escudo, representan la nacionalidad argentina que se emblematiza en los colores de un cielo diurno. Está rodeado de una rama de laurel y otra de olivo.

## Escudos históricos de las provincias

Escudo de la Provincia Oriental diseñado por José Gervasio Artigas (1815-1829)
Escudo de armas del Estado de Buenos Aires (1852-1861)
Propuesta de escudo de Armas del Territorio Nacional de La Pampa (1919)
Escudo de armas de la Provincia de Misiones (1955-1959)
Escudo de armas de la Provincia Eva Perón (1951-1955)

## Escudo de las divisiones territoriales
| Escudo de la Provincia de Buenos Aires | Escudo de la Ciudad de Buenos Aires           | Escudo de la provincia de Catamarca                                             | Escudo de la provincia del Chaco     |
| Escudo de la provincia del Chubut      | Escudo de la Provincia de Córdoba             | Escudo de la provincia de Corrientes                                            | Escudo de la Provincia de Entre Ríos |
| Escudo de la Provincia de Formosa      | Escudo de la Provincia de Jujuy               | Escudo de la Provincia de La Pampa                                              | Escudo de la Provincia de La Rioja   |
| Escudo de la Provincia de Mendoza      | Escudo de la Provincia de Misiones            | Escudo de la Provincia de Neuquén                                               | Escudo de la Provincia de Río Negro  |
| Escudo de la provincia de Salta        | Escudo de la provincia de San Juan            | Escudo de la provincia de San Luis                                              | Escudo de la Provincia de Santa Cruz |
| Escudo de la provincia de Santa Fe     | Escudo de la provincia de Santiago del Estero | Escudo de la provincia de Tierra del Fuego, Antártida e Islas del Atlántico Sur | Escudo de la Provincia de Tucumán    |
| -------------------------------------- | --------------------------------------------- | ------------------------------------------------------------------------------- | ------------------------------------ |